# 香山壽夫
香山 壽夫（こうやま ひさお、1937年（昭和12年）3月1日 - ）は、日本の建築学者・建築家。学位は、工学博士（東京大学）。東京大学名誉教授。有限会社香山壽夫建築研究所所長。1996年日本建築学会賞、2000年公共建築賞、2002年日本建築学会作品選奨、2005年度日本芸術院賞受賞。

## 略歴
東京都生まれ。東京大学においては吉武泰水に師事、ペンシルベニア大学においてはルイス・I・カーンに師事した。専門は建築設計、
建築意匠論、都市計画論。公共建築、教会建築、学校建築を多く設計している。大学キャンパスの設計においては、コミュニケーションに着目し、フォーマル・コミュニケーション、インフォーマル・コミュニケーション、フリー・コミュニケーションの3つのレベルの場を提供することが重要であると考え、実践した作品を設計している。

### 学歴
- 1960年 東京大学工学部建築学科卒
- 1966年 ペンシルベニア大学美術学部大学院修了(M.Arch)
- 1986年 工学博士

### 職歴
- 1968年 九州芸術工科大学助教授
- 1971年 東京大学助教授
- 1971年 香山アトリエ／環境造形研究所（のち香山壽夫建築研究所）設立
- 1975年 イェール大学美術史学科客員研究員
- 1982年 ペンシルベニア大学客員教授
- 1986年 東京大学教授
- 1997年 東京大学名誉教授
- 1997年 明治大学教授
- 2002年 放送大学教授
- 2008年 聖学院大学大学院教授、放送大学客員教授

## 主な著作

### 単著
- 『現代建築・空間と方法 第八巻・香山壽夫』（同朋舎、1986年3月）
- 『荒野と開拓者』（丸善、1988年5月）
- 『建築形態の構造-ヘンリー・H・リチャードソンとアメリカ近代建築』（東京大学出版会、1988年12月）
- 『都市を造る住居』（丸善、1990年7月）
- 『建築家のドローイング』（東京大学出版会、1994年11月）
- 『建築意匠講義』（東京大学出版会、1996年11月）
- 『イタリヤの初期キリスト教聖堂』（丸善、1999年）
- 『建築家の仕事とはどういうものか』（王国社、1999年11月）
- 『都市計画論-私達の都市をいかにデザインするか』（放送大学教育振興会、2002年）
- 『ルイス・カーンとは誰か』（王国社、2003年）
- 『建築意匠論』（放送大学教育振興会、2004年）
- 『都市デザイン論』（放送大学教育振興会、2006年）
- 『人はなぜ建てるのか』（王国社、2007年）
- 『建築を愛する人の十二章』（左右社、2010年）

### 共著
- 『建築学大系6建築造形論』（彰国社、1985年8月）
- 『都市と人間』（放送大学教育振興会、2003年）

### 翻訳
- N・ペヴスナー、J.M.リチャーズ編『反合理主義者たち 建築とデザインにおけるアール・ヌーヴォー』武澤秀一、日野水信共編訳（鹿島出版会、1976年）
- 『建築造形原理の展開』（鹿島出版会、1979年10月）
- 『アメリカの建築とアーバニズム （上下）』（ヴィンセント・スカーリー、SD選書：鹿島出版会、1973年11月）
- 『GA document―世界の建築 (Special issue2)』（ADAエディタトーキョー、1981年8月）
- 『現代建築 1851-1945―MODERN ARCHITECTURE』（ADAエディタトーキョー、1987年6月）
- 『建築史の基礎概念　ルネサンスから新古典主義まで』（パウル・フランクル、SD選書：鹿島出版会、2005年）、監修・共訳
- 『ルイス・カーン　建築家の講義』（丸善、2007年）

## 主な作品
- 1965年 相模女子大学1号館
- 1968年 九州芸術工科大学
- 1975年 東京大学工学部6号館
- 1980年 清里高原ホテル
- 1981年 相模女子大学7号館
- 1983年 千ヶ滝の山荘
- 1984年 東京大学経済学部本館増築部分
- 1985年 筑波万博 テクノコスモス館
- 1985年 筑波万博 東の回廊・西の回廊
- 1986年 ホテルサンガーデン・ららぽーと
- 1987年 アクアコーポレーション
- 1989年 横浜博覧会 YESホール
- 1989年 塩沢町立今泉博物館
- 1990年 東京YWCA会館
- 1993年 東京大学工学部14号館
- 1994年 彩の国さいたま芸術劇場（1996年日本建築学会賞、1995年村野藤吾賞、36回BCS賞）
- 1997年 桐光学園20周年記念館
- 1998年 長久手町文化の家（8回愛知まちなみ建築賞、41回BCS賞）
- 1998年 瀬高町立図書館・歴史資料館
- 2000年 せきかわ歴史とみちの館（7回公共建築賞優秀賞）
- 2000年 聖籠町立聖籠中学校（43回BCS賞）
- 2001年 天使の聖母トラピスチヌ修道院 旅人の聖堂
- 2002年 東京大学弥生講堂（2002年日本建築学会作品選奨）
- 2002年 可児市文化創造センター（45回BCS賞）
- 2002年 日本基督教団金沢教会
- 2003年 横浜税関本関（46回BCS賞）
- 2004年 カトリック町田教会
- 2004年 二松学舎大学九段キャンパス
- 2004年 聖学院大学礼拝堂・講堂
- 2010年 神奈川芸術劇場（共同設計：アプル総合計画事務所、アプルデザイン設計）
- 2011年 東京大学伊藤国際学術研究センター
- 2015年 ロームシアター京都（改築基本設計）
- 2016年 瀬戸内市民図書館もみわ広場（基本・実施設計）
- 2016年 久留米シティプラザ